# Elachertus marmoraticeps
Elachertus marmoraticeps är en stekelart som först beskrevs av Girault 1926.  Elachertus marmoraticeps ingår i släktet Elachertus och familjen finglanssteklar. Inga underarter finns listade i Catalogue of Life.